# Hexurella encina
Hexurella encina is een spinnensoort uit de familie Hexurellidae. De soort komt voor in Mexico.